# Laila Robins
Pour les articles homonymes, voir Robins.

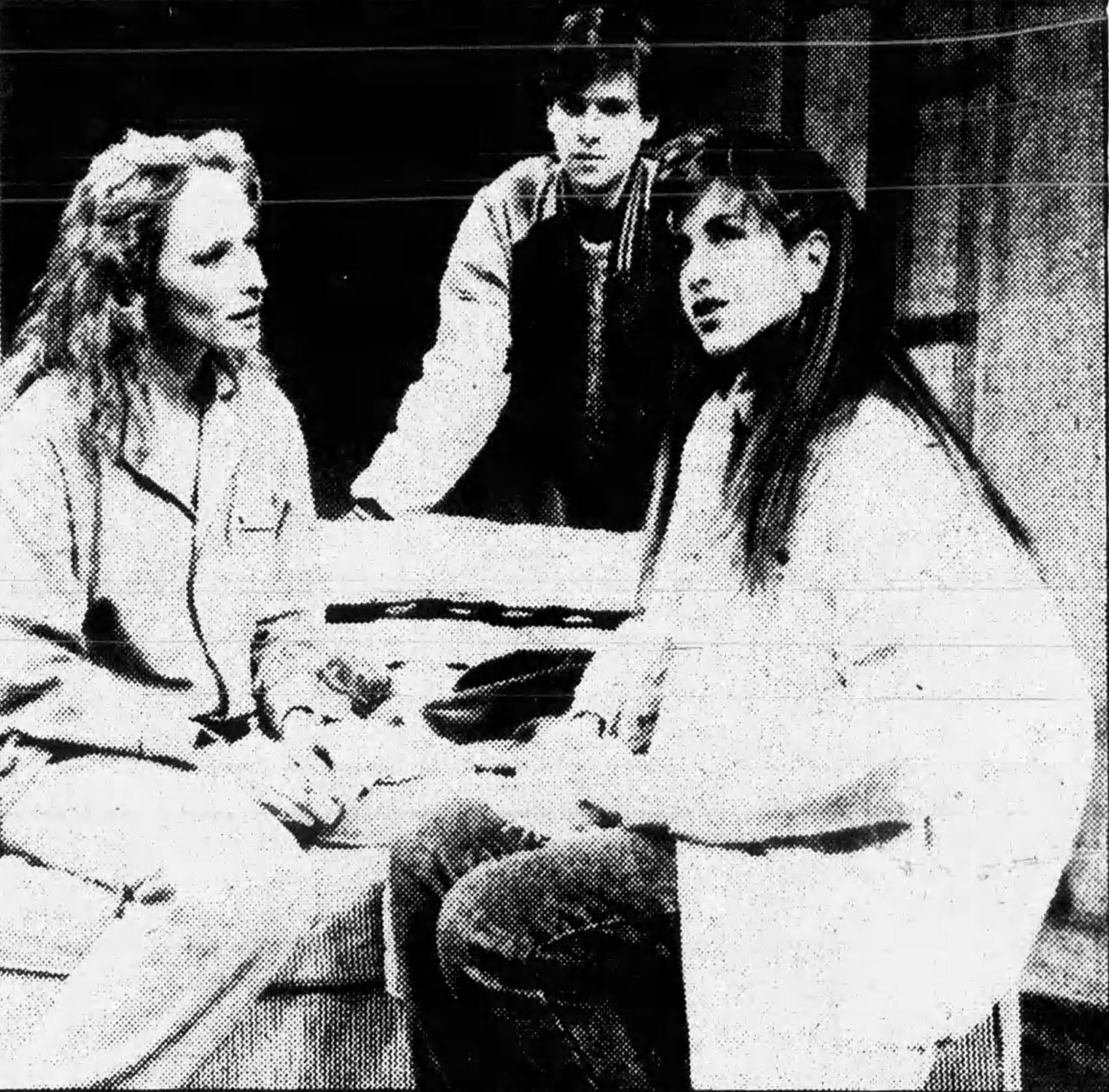
Laila Robins avec Jennifer Aniston en 1989.

Laila Robins, née le 14 mars 1959 à Saint Paul dans le Minnesota, est une actrice américaine de cinéma et de télévision.

## Théâtre
- 1988 : For Dear Life de Susan Miller, mise en scène par Norman René

## Filmographie

### Télévision

#### Téléfilms
- 1989 : Dream Breakers : Phoebe
- 1992 : Trial: The Price of Passion : Charm Blackburn
- 1999 : Spenser: Small Vices : Rita Fiore
- 2011 : Too Big to Fail : Débâcle à Wall Street : Christine Lagarde
- 2012 : Dark Horse : Miranda Teras
- 2013 : Onion News Empire : Helena Zweibel

#### Séries télévisées
- 1988 : Equalizer (The Equalizer) : Cindy Claussen
- 1990 - 1991 : Gabriel's Fire : Victoria Heller
- 1995 : The Wright Verdicts : Rachel
- 1997 - 1998 : New York, unité spéciale (Law & Order) : Liann Crosby / Diana Hawthorne
- 1997 : Nothing Sacred (en) : Jeanne Cole
- 1999 : New York, unité spéciale (saison 1, épisode 2) : Ellen Travis
- 1999 - 2001 : Les Soprano (The Sopranos) : Livia Soprano jeune
- 2000 : New York 911 (Third Watch) : Sharon Reiner
- 2001 : Witchblade : Dominique Boucher
- 2001 : New York, section criminelle (Law & Order: Criminal Intent) : Kit Sternman
- 2004 : Sex and the City : Audra Clark
- 2006 : The Book of Daniel : Nora Paxton
- 2009 : La Force du destin (All My Children) : Claire Williams
- 2009 : En analyse (In Treatment) : Tammy Meswick
- 2009 : 30 Rock : Gloria Baird
- 2009 - 2010 : Bored to Death : Priscilla Antrem
- 2010 : The Good Wife : Paige Burchfield
- 2010 : American Wives (Army Wives)
- 2010 : God in America : Anne Hutchinson
- 2011 : Damages
- 2011 : Blue Bloods : Mrs. Lee
- 2011 : Person of Interest : Anja Kohl
- 2014 : Homeland : Ambassadrice des États-Unis au Pakistan Martha Boyd
- 2016 : Quantico : Générale Katherine Richards (Saison 2)
- 2017 : Cameron Black : l'illusionniste : Deakins
- 2019 : The Handmaid's tale : Pamela Joy (invitée saison 3)
- 2019-... : Blacklist (The Blacklist) : Katarina Rostova (invitée saison 6, récurrente saison 7)
- 2019-... : The Boys : Grace Mallory (invitée saison 1, récurrente saison 2)
- 2022 : The Walking Dead : Pamela Milton
- 2023 : American Horror Stories : Lee (saison 3, épisode 4)
- 2025 : New York, police judiciaire : Megan Stratton (saison 24, épisode 16)

### Cinéma
- 1987 : Un ticket pour deux (Planes, Trains & Automobiles) : Susan Page
- 1987 : Le Choix d'une vie (A Walk on the Moon) : Marty Ellis
- 1989 : Délit d'innocence (An Innocent Man) : Kate Rainwood
- 1990 : Welcome Home, Roxy Carmichael de Jim Abrahams : Elizabeth Zaks
- 1995 : Live Nude Girls : Rachel
- 1996 : Female Perversions : Emma
- 1997 : The Blood Oranges : Catherine
- 1999 : Jugé coupable (True Crime) de Clint Eastwood : Patricia Findley
- 1999 : Oxygen : Frances Hannon
- 2000 : Drop Back Ten : Viv
- 2001 : The Loneliness of Animals (court-métrage) : Annabella
- 2002 : Searching for Paradise : Barbara Mattei
- 2003 : Happy End (Nowhere to Go But Up) : Irene
- 2004 : Jailbait : la mère
- 2006 : Slippery Slope : Michaela Stark
- 2006 : Things That Hang from Trees : Miss Millie
- 2006 : A Broken Sole
- 2006 : Raisons d'État (The Good Shepherd) : Toddy Allen
- 2008 : August : Ottmar Peevo
- 2008 : The Loss of a Teardrop Diamond : Mrs. Fenstermaker
- 2009 : Welcome to Academia : Deborah
- 2010 : Multiple Sarcasms : Lauren
- 2012 : The Letter : Doctor Tynan
- 2013 : Concussion
- 2013 : Effets secondaires (Side Effects)
- 2013 : Blumenthal : Cheryl

## Voix francophones
En France, Danièle Douet et Juliette Degenne sont les voix régulières de Laila Robins, en alternance. Frédérique Tirmont l'a également doublée à trois reprises.
Au Québec, Élise Bertrand l'a doublée à deux occasions.